# Jég és föld között
A Jég és föld között (eredeti címe: Vertical Limit) egy 2000-es amerikai thriller és katasztrófafilm, amit Martin Campbell rendezett Robert King és Terry Hayes forgatókönyve alapján. A produkció főszerepében Chris O’Donnell, Bill Paxton, Robin Tunney és Scott Glenn. 

## Cselekmény
Peter és Annie Garrett elveszítik édesapjukat a Monument Valleyben tett hegymászó túra során: Peternek el kellett vágnia a kötelet, hogy ő és testvére megmeneküljön. Három évvel később Peter visszavonult a hegymászástól, Annie azonban elismert hegymászóvá vált. Kapcsolatuk feszült, mivel Annie még mindig Petert hibáztatja apjuk haláláért. Peter újra találkozik Annie-vel az alapbázison, ahol Annie csúcsmászási kísérletet tervez a K2-n, a Mount Everest után a második legnagyobb hegycsúcson. Az expedíciót a gazdag iparmágnás, Elliot Vaughn finanszírozza.
Az ötfős csapatnak a mászás előtt Vaughn partit rendez, amit megzavar a visszavonult Montgomery Wick, aki állítólag a K2 legjelentősebb szakértője. Wick elmondja, hogy felesége Vaughn előző expedíciója során halt meg. Vaughn azt állítja, hogy viharba kerültek, és Wick felesége tüdőödémában halt meg, mert a vihar elsodorta a dexametazonkészletét. Wick soha nem hitte el ezt a történetet, és évekig próbálta megtalálni a felesége holttestét. Visszatérve a jelenbe, Vaughn az előkészületek folytatását rendeli el annak ellenére, hogy az alapbázison rádión figyelmeztetést kaptak a közelgő viharról. Lavinaomlás következik be, és Annie, Vaughn és Tom McLaren egy hasadékban reked, a másik két hegymászó pedig meghal. A rádiókapcsolat megszakad, de Peter hallja, ahogy Annie statikus zörejekkel és morzejelekkel jelzi, hogy életben vannak. Peter összeállít egy mentőcsapatot, amelynek tagja Wick is. Párokat jelölnek ki, és egy helikopteres leugrás után minden pár más utat választ, hogy növelje a siker esélyeit. Mindegyik párnál van egy-egy tartály robbanó nitroglicerin, amelyet a pakisztáni hadsereg adományozott, hogy megtisztítsák a hasadék bejáratát.
Monique és Cyril megrázó eseményt él át, miután Cyril elveszíti az egyensúlyát egy szikla szélén. Miközben Monique megpróbálja megmenteni őt, a nitroglicerin tartályuk lezuhan a szikláról és felrobban, újabb lavinát okozva. Monique túléli, de Cyril nem. A katonai állomáson a nitroglicerin tartályokat napfény éri, és felrobban. Az alapbázis felszólítja a csapatot, hogy vigyék árnyékba a tartályokat. Kareem és Malcolm így tesznek, de a tartályukból folyadék szivárog a napfénybe, ami újabb robbanást okoz, ami megöli őket. A föld alatt McLaren súlyosan megsérül, és elvesztette a dexametazonját. Annie megosztja vele a sajátját, de Vaughn nem segít neki. Annie az életét kockáztatva eléri Ali hátizsákját, és sikerül még több dexametazonhoz jutnia, de Vaughn azt mondja, hogy mivel McLaren valószínűleg nem éli túl, ő és Annie tartsák meg maguknak a dexametazont.
A robbanások megmozgattak némi jeget, és Wick végül felfedezi felesége holttestét. A közelben lévő üres dexametazon-tartály arra utal, hogy Vaughn hazudott, és ellopta a dexametazonját, ezzel biztosítva a saját túlélését, miközben Wick feleségét hagyta meghalni. Monique, Peter és Wick letáboroznak éjszakára. Peter óvatos Wickkel szemben, aki úgy tűnik, inkább bosszút akar állni, mint megmenteni a túlélőket. A hasadékban Annie elalszik, és Vaughn megöli McLarent egy levegővel teli fecskendővel, hogy ne kelljen McLarennek több dexametazon adnia. Wick arra ébred, hogy Peter és Monique nélküle távozott. Annie-nek és Vaughn-nak sikerül megjelölnie a hasadék bejáratát úgy, hogy egy McLaren vérével teli zacskóban lévő jelzőrakétát robbantanak fel, amely a hó felett robban fel. Peter és Monique meglátja a jelzést, és nitroglicerinnel felrobbant egy lyukat, ami lehetővé teszi a túlélőkhöz való hozzáférést. Ledobnak egy kötelet, Vaughn pedig beakasztja Annie-t.
Wick leereszkedik a barlangba, és bár Vaughn azt hiszi, hogy Wick megtámadja őt, Wick egy klipszet erősít Vaughnhoz. Monique és Peter megpróbálja kihúzni Annie-t a hasadékból, de egy jégszikla lezuhan, és lelöki Wicket és Vaughnt a hasadékban lévő párkányról, Annie-t és Petert pedig magával rántja, így a nyitójelenethez hasonló forgatókönyv alakul ki: Monique egyedül marad a párkányon, kezében a kötéllel, amelyről a másik négy lóg. Hogy megmentse Annie-t és Petert, és hogy beteljesítse Vaughn elleni bosszúvágyát, Wick elvágja a kötelet, ő és Vaughn pedig a halálba zuhan.
Az alapbázison magához térve Annie kibékül Peterrel, aki ezután lerója tiszteletét az elhunyt hegymászók ideiglenes emlékművénél.

## Szereplők
| Szerep             | Színész           | Magyar hangja          |
| ------------------ | ----------------- | ---------------------- |
| Peter Garrett      | Chris O’Donnell   | Crespo Rodrigo         |
| Annie Garrett      | Robin Tunney      | Für Anikó              |
| Montgomery Wick    | Scott Glenn       | Rajhona Ádám           |
| Monique Aubertine  | Izabella Scorupco | Balogh Erika           |
| Elliot Vaughn      | Bill Paxton       | Sörös Sándor           |
| Tom McLaren        | Nicholas Lea      | Csankó Zoltán          |
| Kareem Nazir       | Alexander Siddig  | Barbinek Péter         |
| Skip Taylor        | Robert Taylor     | Sinkovits-Vitay András |
| Rasul őrnagy       | Temuera Morrison  | Vizy György            |
| Royce Garrett      | Stuart Wilson     | Horányi László         |
| Aziz               | Augie Davis       | n.a                    |
| Cyril Bench        | Steve Le Marquand | Schnell Ádám           |
| Malcolm Bench      | Ben Mendelsohn    | Józsa Imre             |
| Amir Salim ezredes | Roshan Seth       | Pethes Csaba           |
| Ed Viesturs        | önmaga (cameo)    | n.a                    |

## Fogadtatás
A Jég és föld között kasszasiker volt, a Box Office Mojo szerint 215 milliós bevételt ért el a 75 milliós költségvetés mellett. Az Egyesült Államokban a negyedik legtöbbet nézett film volt 2000 decemberében.
A filmkritika vegyesen értékelte a produkciót. A Rotten Tomatoes 48%-os minősítést adott neki 110 vélemény alapján, az összefoglaló szerint: „A Jég és föld között cselekménye nevetségesen kitalált és közhelyes. Eközben az akciójelenetek annyira túlzóak és egymásra vannak halmozva, hogy a nézőre gyakorolt hatásuk csökken.” A MetaCritic 48 pontot a 100-ból adott 29 értékelés alapján. Peter Travers a Rolling Stone magazintól azt írja: „[A film] Olyan izgalmas mutatványokat hajt végre, hogy izzadt tenyérrel a kezedben fogsz fetrengeni. Ez a legjobb minőségű filmes szabadulósdi.” Rita Kempley a The Washington Posttól azt írja: „A szereplők olyan vékonyak, mint a levegő 26 000 láb magasan, a történet pedig olyan ostoba, mint bárki, aki hajlandó megrohamozni a K2-t a hóviharban.”
A filmet egy BAFTA-díjra jelölték az 54. BAFTA gálán legjobb vizuális effektusok kategóriában.

## Fontosabb díjak és jelölések
| Esemény                    | Díj                | Kategória | Eredmény |
| -------------------------- | ------------------ | --- | -------- |
| 54. BAFTA-gála             | BAFTA-díj          | legjobb vizuális effektusok – Kent Houston, Tricia Henry Ashford, Neil Corbould, John Paul Docherty, Dion Hatch | Jelölve  |
| 2001-es Teen Choice Awards | Teen Choice Awards | legjobb dráma, akció-kalandfilm                                                                                 | Jelölve  |